# Nexstgo
Nexstgo力高創科有限公司是一家电脑科技公司，总部位于香港，並在台灣設立產品研發及設計中心。該公司研發、制造及销售个人电脑，笔记本电脑，物联网及智能家居设备。Nexstgo是爱高集团的全资子公司。

## 历史
始於2016年8月，由愛高集團有限公司（Alco Holdings Limited, SEHK: 0328）行政總裁梁伟成先生創立。NEXSTGO亞太區業務穩健發展，於四年內將業務拓展到二十二個主要地區，主力發展創科市場。2018年6月，NEXSTGO獲得日本VAIO株式会社授權，成為策略性合作夥伴關係， 於亞洲參與VAIO筆電產品生產、銷售、市場推廣及售後服務業務，涵蓋香港、台灣、澳門、馬來西亞、新加坡、印度、中東等市場 。

## 产品
AVITA為NEXSTGO的皇牌品牌，源於香港，2016年NEXSTGO將這品牌帶入亞洲，其後推廣及銷售至全球不同地區（見業務範圍）。AVITA產品範疇主要包括個人電腦、智能生活及物聯網。该公司已於台北国际电脑展、消费电子展 和香港电脑与通讯节等展覽及銷售過旗下產品。
2017年10月，推出了針對專業用途打造的SU筆記型電腦系列。
2018年2月，於CES 2018上推出了PRIMUS筆記型電腦系列。
2019年5月，AVITA品牌在台北國際電腦展上以「# You Can Be」為題，推出了ADMIROR筆記型電腦系列，以典雅的哥德式建築設計概念獲得了CES 2020 Innovation Awards Honoree。
2021年4月，LIBER V筆記型電腦系列被授予「紅點設計大獎：產品設計 2021」。
2018年6月，NEXSTGO獲得在香港、馬來西亞、新加坡和台灣銷售VAIO 筆記型電腦系列的許可，開始在亞太地區進行銷售。 
2024年1月，ALCO HOLDINGS(00328)發佈公告，有關未能清償判決金額及富泉商貿有限公司針對力高創科有限公司(力高創科)提出的呈請。公司獲悉，於2024年1月10日舉行的呈請聆訊期間，香港高等法院已針對力高創科發出清盤令。何樂貝會計師事務所有限公司的貝朝榮先生及Iu Chi Leung先生已根據香港法例第32章公司(清盤及雜項條文)條例獲委任爲力高創科的共同及各別臨時清盤人。